# Cusca (distrito)
Cusca é um distrito peruano localizado na Província de Corongo, departamento Ancash. Sua capital é a cidade de Cusca.

## Transporte
O distrito de Cusca é servido pela seguinte rodovia:
- PE-12A, que liga o distrito de La Pampa à cidade de Uchiza (Região de San Martín) [2][3][4]